# Willerwald
Ne doit pas être confondu avec Willerval.
Willerwald (en français [vilœʁvald], en dialecte [vilɐvalt]) est une commune française située dans le département de la Moselle et le bassin de vie de la Moselle-est, en région Grand Est.

## Géographie
Willerwald est une commune d'environ 1 550 habitants située à 12 km au sud de Sarreguemines. Malgré son nom, la commune ne possède pas de forêt.

### Accès
L’autoroute A4 est à 1 km de Willerwald. Situé sur une hauteur entre Sarralbe et Hambach, le village s’est développé le long d’un axe nord-sud représenté aujourd’hui par la RN 61. Une douzaine de rues sont perpendiculaires à cet axe. Cette trame viaire tisse une morphologie urbaine originale mais très dispersée. En parallèle de la RN 61 mais contournant le village, la voie ferrée desservant l’Europôle de Hambach traverse la commune.

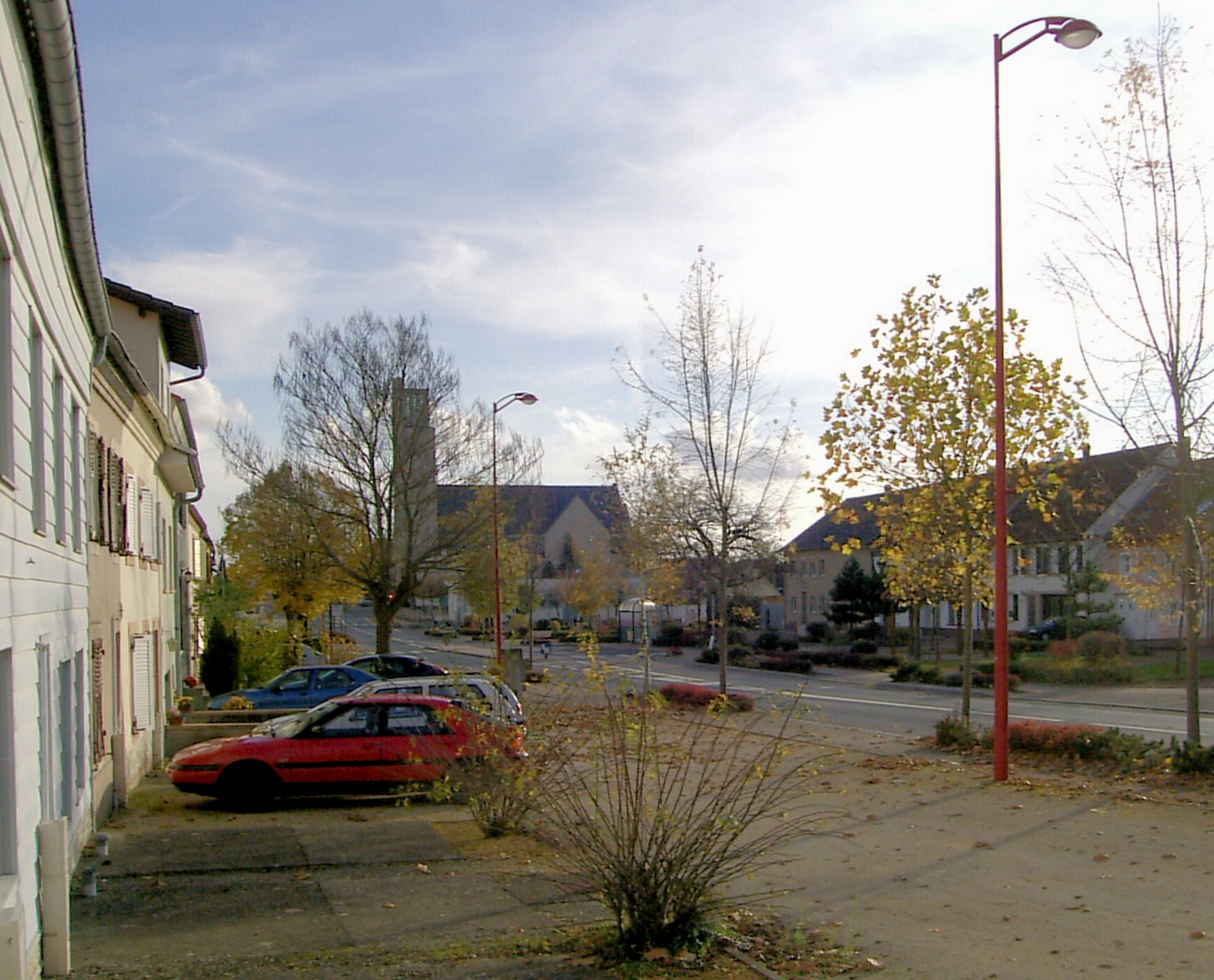
Rue Principale de Willerwald

.

### Communes limitrophes
|          | Hambach    |                      |
| Sarralbe | Willerwald | Herbitzheim Bas-Rhin |
| Sarralbe | Sarralbe   |                      |

### Hydrographie
La commune est située dans le bassin versant du Rhin au sein du bassin Rhin-Meuse. Elle est drainée par la Sarre, le canal des houillères de la Sarre, le ruisseau le Hoppbach, le ruisseau le Geloechgraben, le ruisseau le Willerlachgraben et le ruisseau le Doerenbach.
La Sarre, d'une longueur totale de 129,2 km, est un affluent de la Moselle et donc un sous-affluent du Rhin, qui coule en Lorraine, en Alsace bossue et dans les Länder allemands de la Sarre (Saarland) et de Rhénanie-Palatinat (Rheinland-Pfalz).
Le Canal des houillères de la Sarre, d'une longueur totale de 65,1 km, prend sa source dans la commune de Grosbliederstroff et se jette  dans la Sarre à Sarreguemines, après avoir traversé 24 communes.
Le Hoppbach, d'une longueur totale de 10,9 km, prend sa source dans la commune de Ernestviller et se jette  dans la Sarre à Herbitzheim, après avoir traversé cinq communes.

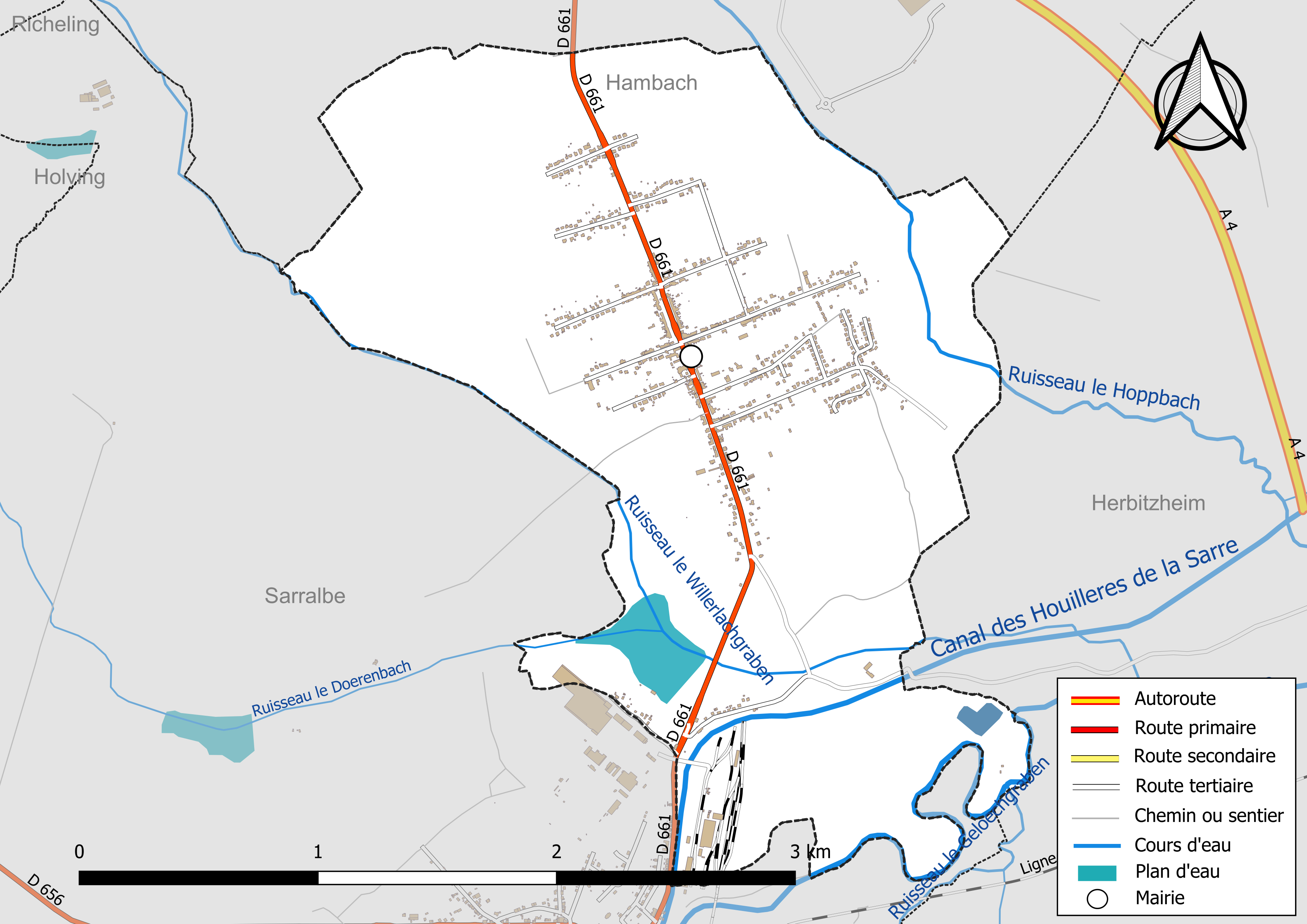
Réseaux hydrographique et routier de Willerwald.

La qualité des eaux des principaux cours d’eau de la commune, notamment de la Sarre, du canal des Houilleres de la Sarre et du ruisseau le Hoppbach, peut être consultée sur un site spécial géré par les agences de l’eau et l’Agence française pour la biodiversité. Ainsi en 2019, dernière année d'évaluation disponible en 2022, l'état écologique du ruisseau le Hoppbach était jugé mauvais (rouge).

### Climat
Pour des articles plus généraux, voir Climat du Grand Est et Climat de la Moselle.
En 2010, le climat de la commune est de type climat des marges montargnardes, selon une étude du Centre national de la recherche scientifique s'appuyant sur une série de données couvrant la période 1971-2000. En 2020, Météo-France publie une typologie des climats de la France métropolitaine dans laquelle la commune est exposée à un climat semi-continental et est dans la région climatique  Vosges, caractérisée par une pluviométrie très élevée (1 500 à 2 000 mm/an) en toutes saisons et un hiver rude (moins de 1 °C). 
Pour la période 1971-2000, la température annuelle moyenne est de 9,9 °C, avec une amplitude thermique annuelle de 17,1 °C. Le cumul annuel moyen de précipitations est de 840 mm, avec 11,7 jours de précipitations en janvier et 9,3 jours en juillet. Pour la période 1991-2020, la température moyenne annuelle observée sur la station météorologique de Météo-France la plus proche, « Kappelkinger_sapc », sur la commune de Kappelkinger à 11 km à vol d'oiseau, est de 10,6 °C et le cumul annuel moyen de précipitations est de 772,6 mm. 
La température maximale relevée sur cette station est de 38,8 °C, atteinte le 25 juillet 2019 ; la température minimale est de −19,6 °C, atteinte le 26 décembre 2010,,. 
Les paramètres climatiques de la commune ont été estimés pour le milieu du siècle (2041-2070) selon différents scénarios d'émission de gaz à effet de serre à partir des nouvelles projections climatiques de référence DRIAS-2020. Ils sont consultables sur un site spécial publié par Météo-France en novembre 2022.

## Urbanisme

### Typologie
Au 1er janvier 2024, Willerwald est catégorisée bourg rural, selon la nouvelle grille communale de densité à sept niveaux définie par l'Insee en 2022.
Elle est située hors unité urbaine. Par ailleurs la commune fait partie de l'aire d'attraction de Sarreguemines (partie française), dont elle est une commune de la couronne,. Cette aire, qui regroupe 48 communes, est catégorisée dans les aires de 50 000 à moins de 200 000 habitants,.

### Occupation des sols
L'occupation des sols de la commune, telle qu'elle ressort de la base de données européenne d’occupation biophysique des sols Corine Land Cover (CLC), est marquée par l'importance des territoires agricoles (76,7 % en 2018), en diminution par rapport à 1990 (79,3 %). La répartition détaillée en 2018 est la suivante : 
terres arables (40,6 %), zones agricoles hétérogènes (22,4 %), zones urbanisées (14,6 %), prairies (13,7 %), zones industrielles ou commerciales et réseaux de communication (7,1 %), forêts (1,5 %), mines, décharges et chantiers (0,1 %). L'évolution de l’occupation des sols de la commune et de ses infrastructures peut être observée sur les différentes représentations cartographiques du territoire : la carte de Cassini (XVIIIe siècle), la carte d'état-major (1820-1866) et les cartes ou photos aériennes de l'IGN pour la période actuelle (1950 à aujourd'hui).

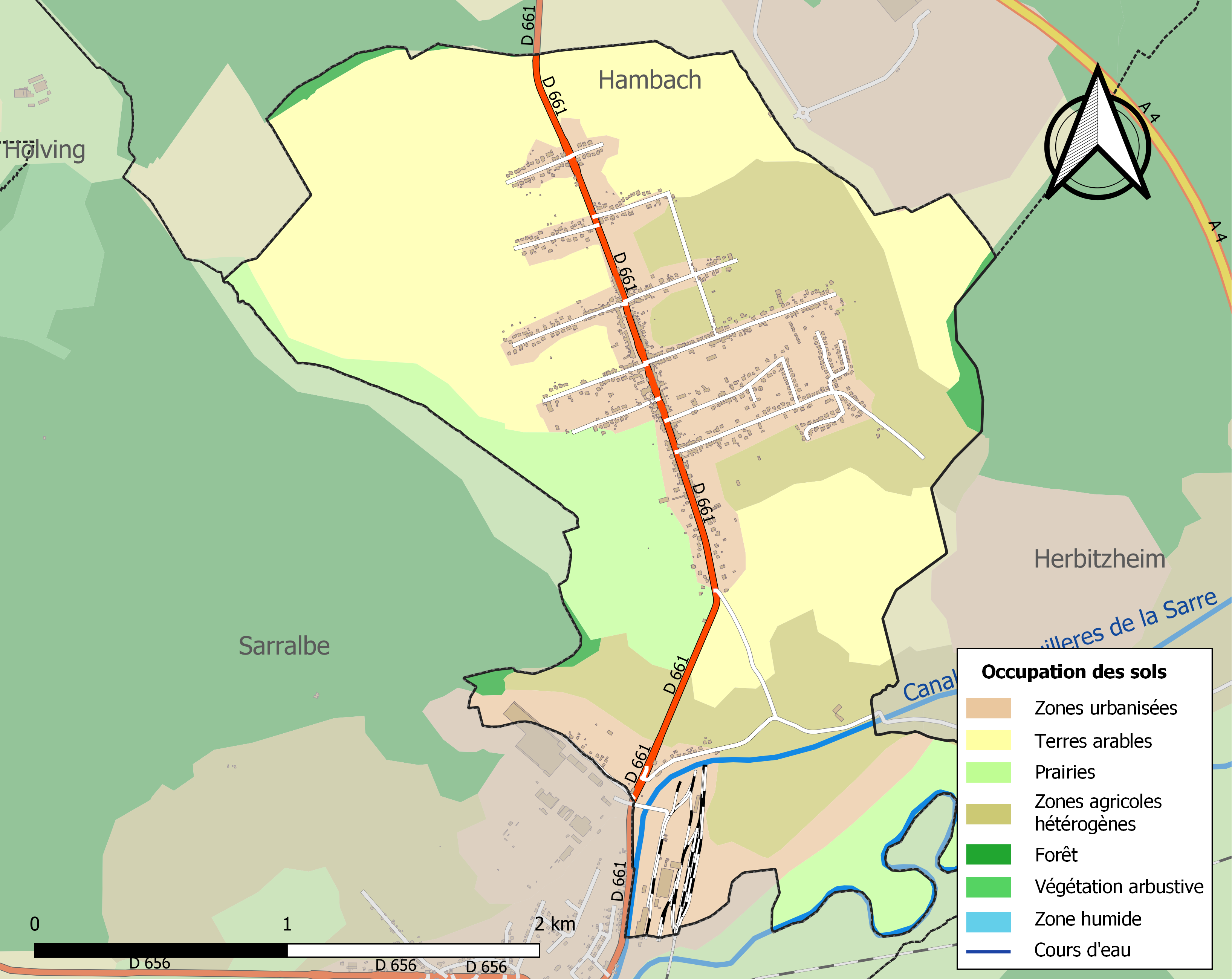
Carte des infrastructures et de l'occupation des sols de la commune en 2018 (CLC).

## Toponymie
- 1240 : Wilre ; 1704 : Weillerwalt[16] ;1751 : Villervaldt ; 1756 : Willerwart et Weillerwaldt ; 1793 : Willerwaldt ; 1801 : Villervald[17].
- Willerwalt en francique lorrain.

## Histoire
Un premier village nommé Weiler/Alberweiller ou Albweiler est connu dès le XIIIe siècle. Il fut détruit au XVIe siècle. Depuis 1601, un nouveau village commença à s’élever sur l’ancien ban défriché. En 1766, Willerwald passa avec le duché de Lorraine sous la souveraineté de la France ; et le prince de Sarrebruck céda à la France les biens qu’il possédait à Willer.
Une première église, dédiée à saint Nicolas, fut bâtie en 1777.
Une nouvelle église de style gothique, avec un clocher de 60 m, fut construite en 1910-1911, consacrée solennellement le 15 mai 1911. Endommagée par faits de guerre le 6 juin 1940, elle fut totalement démolie pendant l’occupation.
Pendant la Seconde Guerre mondiale, le village a été évacué le 1er septembre 1939 dans le département de la Charente (à Salles-d'Angles, puis à Châteaubernard et Saint-Félix). Le village fut bombardé le 14 juin 1940 et occupé par les troupes allemandes le 15 juin 1940. 
Également bombardé le 4 décembre 1944, 47 maisons furent détruites complètement et les autres fortement endommagées. Il fut libéré par l’armée américaine le 5 décembre 1944.

## Politique et administration
| Période                                  | Période   | Identité      | Étiquette | Qualité  |
| ---------------------------------------- | --------- | ------------- | --------- | -------- |
|                                          |           | Emile Staub   |           |          |
|                                          |           | Emile Tousch  |           |          |
|                                          |           | René Staub    |           |          |
| mars 1995                                | mars 2008 | Alfred Manns  |           |          |
| mars 2008                                | mars 2020 | Albert Masslo | DVD       | Retraité |
| mars 2020                                | En cours  | Henri Haxaire |           |          |
| Les données manquantes sont à compléter. |           |               |           |          |

## Démographie
L'évolution du nombre d'habitants est connue à travers les recensements de la population effectués dans la commune depuis 1793. Pour les communes de moins de 10 000 habitants, une enquête de recensement portant sur toute la population est réalisée tous les cinq ans, les populations de référence des années intermédiaires étant quant à elles estimées par interpolation ou extrapolation. Pour la commune, le premier recensement exhaustif entrant dans le cadre du nouveau dispositif a été réalisé en 2006.

En 2022, la commune comptait 1 519 habitants, en évolution de −1,62 % par rapport à 2016 (Moselle : +0,52 %, France hors Mayotte : +2,11 %).
| 1793 | 1800 | 1806 | 1821 | 1836 | 1841 | 1861 | 1866 | 1871 |
| ---- | ---- | ---- | ---- | ---- | ---- | ---- | ---- | ---- |
| 431  | 505  | 677  | 634  | 796  | 808  | 659  | 740  | 787  |

| 1875 | 1880 | 1885 | 1890 | 1895 | 1900 | 1905 | 1910 | 1921 |
| ---- | ---- | ---- | ---- | ---- | ---- | ---- | ---- | ---- |
| 789  | 779  | 766  | 751  | 810  | 818  | 837  | 808  | 777  |

| 1926 | 1931 | 1936 | 1946 | 1954 | 1962 | 1968 | 1975 | 1982  |
| ---- | ---- | ---- | ---- | ---- | ---- | ---- | ---- | ----- |
| 771  | 799  | 863  | 805  | 841  | 935  | 934  | 988  | 1 132 |

| 1990  | 1999  | 2006  | 2011  | 2016  | 2021  | 2022  | - | - |
| ----- | ----- | ----- | ----- | ----- | ----- | ----- | - | - |
| 1 173 | 1 225 | 1 415 | 1 521 | 1 544 | 1 529 | 1 519 | - | - |

## Économie
- Entreprise pétro-chimique INEOS.

## Vie locale

### Enseignement
- École maternelle (2 classes) et primaire (4 classes)

### Associations
- Comité des Fêtes
- Amicale de l’Harmonie municipale
- Entente sportive de Willerwald – Club de Football
- Club Pongiste
- Club de l’Amitié (3e âge)
- Chorale Sainte Cécile
- Club de marche « Les Traîne-Savates »
- Société des Arboriculteurs
- Société des Aviculteurs
- Société d’Entraide aux Mineurs
- Les Amis des Roses
- Cyclo-club « La Flamme Rouge »
- Fitness club « Les Musclés »

### Équipements
- Salle socio-culturelle
- Foyer communal
- Terrains de football (terrain en herbe + terrain d’entraînement schiste)
- Salle de ping-pong
- Aire de jeux

## Culture locale et patrimoine

### Lieux et monuments
- Première église dédiée à saint Nicolas bâtie en 1777.
- Nouvelle église de style néo-gothique, construite en 1910-1911, détruite pendant la guerre, totalement démolie pendant l'occupation. Remplacée par l'église Saint-Nicolas (1955).

### Héraldique
| Blason de Willerwald | Blason  | D'argent à la fasce d'azur chargée d'une étoile d'or, accompagnée de trois têtes de civette de gueules, deux en chef et une en pointe. |
| Blason de Willerwald | Détails | Le statut officiel du blason reste à déterminer.                                                                                       |